# Ayni
Ayni oder Ayniy (aus dem Quechua) ist eine im Kulturraum der Anden und im angrenzenden östlichen Tiefland verbreitete, aus präkolumbischer Zeit tradierte Form der Arbeit in gegenseitiger Hilfe.
Mitglieder der Dorfgemeinschaft (Ayllu) helfen einer Familie bei privaten Vorhaben, z. B. dem Hausbau oder Feldarbeiten. Dabei kann jede Familie in den Genuss dieser Hilfe kommen, und Mitglieder jeder Familie helfen anderen Familien. Während der Arbeit werden die Helfenden mit Essen und Trinken versorgt.
Noch heute ist das Ayniy bei den Quechua und Aymara in Bolivien, Peru und Ecuador verbreitet.